# Pedro Valls
Pedro Valls (Igualada, 1840-Madrid, 1885) fue un pintor español.

## Biografía
Nació en febrero de 1840. Pintor natural de la localidad barcelonesa de Igualada y discípulo de la Escuela de Bellas Artes de Barcelona, en la Exposición Nacional de 1871 presentó Últimos momentos de un niño. Dedicado a la pintura escenográfica, pintó en Madrid numerosas decoraciones para el baile Satanella y las conocidas zarzuelas El desengaño de un sueño, La vuelta al mundo, El gran Tamorlán, La guerra santa, Cruz y corona, En el seno de la muerte, Los sobrinos del capitán Grant, Los polvos de la madre Celestina, El talismán de Sagrás, Il re di Lahore y otras muchas. En 1882 hizo las decoraciones del Ateneo Igualadino de la clase obrera, por cuyo trabajo le fue entregada una corona de plata con botones de oro, regalo de dicha sociedad. Falleció en septiembre de 1885 en Madrid.